# Cyarda angustata
Cyarda angustata är en insektsart som beskrevs av Melichar 1902. Cyarda angustata ingår i släktet Cyarda och familjen Flatidae. Inga underarter finns listade i Catalogue of Life.